# Distretto di Braga
Il distretto di Braga è un distretto del Portogallo continentale, appartenente alla provincia tradizionale del Minho. Confina con il distretto di Viana do Castelo e la Spagna (provincia di Ourense) a nord, con i distretti di Vila Real a est, di Porto a sud e con l'Oceano Atlantico a ovest. La superficie è di 2.673 km² (16º maggior distretto portoghese), la popolazione residente (2001) è di 831.368. Capoluogo del distretto è Braga.

## Geografia antropica

### Suddivisioni amministrative
Il distretto di Braga è diviso in 14 comuni:
- Amares
- Barcelos
- Braga
- Cabeceiras de Basto
- Celorico de Basto
- Esposende
- Fafe
- Guimarães
- Póvoa de Lanhoso
- Terras de Bouro
- Vieira do Minho
- Vila Nova de Famalicão
- Vila Verde
- Vizela

Nella divisione NUTS del paese, il distretto di Braga appartiene alla regione Nord. I 14 comuni appartengono a tre subregioni, il Cávado, l'Ave e il Tâmega. In sintesi:
- Regione Nord
  - Ave
    - Fafe
    - Guimarães
    - Póvoa de Lanhoso
    - Vieira do Minho
    - Vila Nova de Famalicão
    - Vizela

  - Cávado
    - Amares
    - Barcelos
    - Braga
    - Esposende
    - Terras de Bouro
    - Vila Verde

  - Tâmega
    - Cabeceiras de Basto
    - Celorico de Basto

## Geografia fisica
Il distretto di Braga è un territorio abbastanza accidentato, dominato da altitudini elevate a est, vicino al confine con la Spagna ed il distretto di Vila Real, che scendono fino alla costa occidentale, in un rilievo tagliato dalle valli dei vari fiumi che scorrono da est-nordest verso ovest-sudovest.
Le maggiori altitudini si trovano nella Serra Amarela (1.361 m), sul confine con il distretto di Viana do Castelo e sulla frontiera con la Spagna, con la Serra do Gerês, che raggiunge il punto più alto, 1.508 m, precisamente sul confine con il distretto di Vila Real e molto vicino alla frontiera spagnola, e nella parte occidentale della Serra da Cabreira, che raggiunge, nel distretto di Braga, 1.262 m s.l.m.
La valle del fiume Cávado è la caratteristica principale della rete idrografica, tagliando totalmente il distretto e dividendo le sue montagne in due aree distinte. Il Cávado entra nel distretto a est, dove fa da frontiera con il distretto di Vila Real per alcuni chilometri e sfocia nell'Oceano Atlantico sul litorale di Esposende, a ovest, l'unica zona del distretto relativamente pianeggiante. Il bacino idrografico del Cávado include anche la valle del fiume Homem, che nasce nel Gerês e sbocca nel Cávado sul confine tra i comuni di Vila Verde, Amares e Braga.
A sud del Cávado, un'altra valle importante è quella dell'Ave, fiume che nasce nel distretto, nella Serra da Cabreira e attraversa la parte meridionale, fungendo da confine con il distretto di Porto per quasi 20 km. Uno degli affluenti dell'Ave, il fiume Vizela, continua il confine sud del distretto per altri 20 km. Il fiume Este, che passa molto vicino al capoluogo, è l'altro affluente rilevante dell'Ave.
A nord, la valle del fiume Neiva fa da confine con il distretto di Viana do Castelo lungo tutto il basso corso di questo piccolo fiume. La parte sud-orientale del distretto fa parte del bacino idrografico del Douro, attraverso il fiume Tâmega, che fa da frontiera con i distretti di Vila Real e Porto, e alcuni dei suoi brevi affluenti.
Nel distretto ci sono svariate dighe. La più nota è la diga di Vilarinho das Furnas, sull'alto corso del fiume Homem. Sul basso Cávado troviamo la diga di Penide e sull'alto Cávado le dighe della Caniçada e di Salamonde. Sul fiume Ave ci sono alcune piccole dighe, la principale è la diga dell'Ermal.
La costa, totalmente compresa nel comune di Esposende, è sabbiosa.

## Allevamento
Vi si pratica l'allevamento dei bovini, in particolare della razza Barrosã.
La zona geografica della «carne Barrosã» è situata nel Barroso e nelle zone montuose della provincia di Entre Douro e Minho, dove le condizioni naturali, infrastrutturali e strutturali hanno dato origine a sistemi di produzione orientati principalmente all’autosufficienza familiare. I bovini Barrosã sono di fondamentale importanza sia per la replica di questi sistemi sia per l’economia domestica delle piccole aziende.
Il gusto della «Carne Barrosã» è strettamente legato al patrimonio genetico degli animali e alle specificità della loro dieta tradizionale. Per gli animali delle categorie di età «vitelo» e «vitelão», la dieta è basata sul latte materno e sui prodotti ottenuti dalla produzione agricola degli allevamenti, ovvero fieno, mais, segale e altri sottoprodotti agricoli. Nel caso degli animali nelle classi di età «novilho» e «vaca» l’alimentazione è a base di pascoli naturali, fieno, mais e segale, oltre ad altri sottoprodotti agricoli, come è sempre avvenuto in tutta la zona di produzione.